# Секин, Владимир Алексеевич
Влади́мир Алексе́евич Се́кин (15 мая 1924, Поим — 20 декабря 2005, Стерлитамак) — командир звена 103-го штурмового авиационного полка (230-я штурмовая авиационная дивизия, 4-я воздушная армия, 2-й Белорусский фронт), полковник, Герой Советского Союза. С мая 2023 года Лицей №3 города Стерлитамак носит имя Героя Владимира Алексеевича Секина

## Биография
Владимир Алексеевич Секин родился 15 мая 1924 года в селе Поим (ныне — в Белинском районе Пензенской области) в крестьянской семье. В 1935 году Владимир Алексеевич с семьёй переехал в Стерлитамак. В Стерлитамаке посещал детскую техническую станцию, занимался моделированием самолётов; 1940 году, окончив 8 классов средней школы № 3, поступил в Стерлитамакский нефтяной техникум.
Перед войной оставил нефтяной техникум и начал учиться лётному делу в 101-й стерлитамакской учебной эскадрилье аэрофлота. Перед началом Великой Отечественной войны ушёл добровольцем в Красную Армию, получил направление на учёбу в Энгельсское военно-авиационное училище. В 1944 году он окончил училище, освоил самолёт-штурмовик Ил-2.
С июня 1944 по май 1945 года на штурмовике Ил-2 воевал в Белоруссии, Польше и Германии. За первую неделю пребывания на фронте лейтенант Секин совершил 28 боевых вылетов; 7 раз самолёт лётчика-штурмовика подбивала вражеская артиллерия.
Первую награду, орден Красной Звезды, Владимир Секин получил в июле 1944 года. Звезду Героя в 1945 году ему вручил маршал Рокоссовский.
После окончания Великой Отечественной войны служил в военной авиации 12 лет — в Северной группе войск, в Закарпатском и Забайкальском военных округах. Освоил штурмовик Ил-10, истребитель МиГ-15бис. Учил молодых лётчиков.
Выйдя в запас в звании подполковника, вместе с супругой Александрой Дмитриевной, сыновьями Владимиром, Валерием и дочерью Натальей вернулся в Стерлитамак. С 1971 года возглавлял Стерлитамакский аэроклуб, до 1987 года был начальником транспортного цеха мебельного комбината.
Скончался 20 декабря 2005 года.

## Подвиг
Звание Героя Советского Союза В. А. Секину присвоено 18 августа 1945 года «за совершённые 130 боевых эффективных штурмовых вылетов на бомбометание и штурмовку живой силы, огневых средств и техники противника и проявленные при этом отвагу, мужество и геройство».

## Награды
- Медаль «Золотая Звезда» Героя Советского Союза (18.08.1945)[4][3];
- орден Ленина (18.08.1945);
- орден Красного Знамени (05.11.1944)[5];
- орден Красного Знамени (18.04.1945)[6];
- орден Отечественной войны 1-й степени (11.03.1985)[7];
- орден Отечественной войны 2-й степени (30.08.1944)[8];
- орден Красной Звезды (15.07.1944)[1];
- медали;
- почётный гражданин города Стерлитамака[9].

## Память
В сквере имени Маршала Г. К. Жукова в Стерлитамаке на Аллее Героев установлен бюст Секина. В 2005 году бюст Героя был установлен в его родной школе № 3. На доме, где жил Герой (улица Мира, 57), установлена мемориальная доска на двух языках — башкирском и русском.
В селе Поим, где он родился, одна из улиц носит его имя. В память о герое на аллее Славы города Белинский установлен памятник.